# 고로의 산보
고로의 산보(コロの大さんぽ)는 일본에서 제작된 미야자키 하야오 감독의 2002년 애니메이션 영화이다. 스튜디오 지브리에서 제작되었다. 이 영화는 강아지 '고로'에 관한 이야기를 다룬다. 일본 미타카의 숲 지브리 미술관에서 한정 개봉하였다.